# Ronde de l'Oise
La Ronde de l'Oise è una corsa a tappe maschile di ciclismo su strada che si svolge annualmente nel dipartimento dell'Oise, in Francia. Fondata nel 1954 e fino al 2006 riservata agli amatori, dal 2007 fa parte circuito UCI Europe Tour come gara di classe 2.2.

## Albo d'oro
Aggiornato all'edizione 2023.
| Anno | Vincitore                             | Secondo                               | Terzo                                 |
| ---- | ------------------------------------- | ------------------------------------- | ------------------------------------- |
| 1954 | Pierre Badosa                         | Pierre Gaillard                       | Giovanni Giacin                       |
| 1955 | Roger Idoux                           | Jean Deschamps                        | Francis Lesniewski                    |
| 1956 | Georges Riera                         | Marc Pauwels                          | Salles                                |
| 1957 | D. Henwood                            | Bernard Bataille                      | Michel Lépine                         |
| 1958 | Pierre Bataille                       | Oswardo Zezioli                       | Fontsauvage                           |
| 1959 | Ernest Vilfroy                        | Pierre Gurtler                        | Jean Duda                             |
| 1960 | Jacques Fouquet                       |                                       |                                       |
| 1961 | Michel Delavault                      |                                       |                                       |
| 1962 | Guy Bouchet                           |                                       |                                       |
| 1963 | Daniel Schneider                      | Bernard Gorecki                       | Alphonse                              |
| 1964 | Pierre Bataille                       | Jean-Marc Fildart                     | Drogon                                |
| 1965 | Alain Redolfi                         |                                       |                                       |
| 1966 | L. Magnier                            |                                       |                                       |
| 1967 | Martin Michel                         |                                       |                                       |
| 1968 | P. Spiguelaire                        |                                       |                                       |
| 1969 | Eric Lalouette                        |                                       |                                       |
| 1970 | C. Beraet                             |                                       |                                       |
| 1971 | Castan                                |                                       |                                       |
| 1972 | Lepied                                |                                       |                                       |
| 1973 | François Accart                       | Alain Prinet                          | C. Chaunois                           |
| 1974 | F. Cheve                              |                                       |                                       |
| 1975 | G. Manchon                            |                                       |                                       |
| 1976 | Gilles Carrara                        |                                       |                                       |
| 1977 | Walter Ricci                          | Jean-Philippe Pipart                  | Patrick Daveneau                      |
| 1978 | Gilles Blanchardon                    | Patrick Frantschi                     | Ghislain Delamotte                    |
| 1979 | Philippe Senez                        | André Fossé                           | Alain Lenoir                          |
| 1980 | Daniel Vanechop                       | Gilles Blanchardon                    | Christian Corre                       |
| 1981 | Lionel Poret                          | Thierry Lavergne                      | Gilles Guéguen                        |
| 1982 | Jean-Jacques Philipp                  | Lionel Poret                          | Jean-Michel Mauny                     |
| 1983 | André Fossé                           | Gervais Rioux                         | Laurent Haimez                        |
| 1984 | Éric Martin                           | Stéphane Henriet                      | Jean-Jacques Philipp                  |
| 1985 | Jean-Marc Follet                      | Nick Barnes                           | Rusty Lopez                           |
| 1986 | Gerard Aviègne                        | David Baker                           | Stéphane Henriet                      |
| 1987 | Richard Vivien                        | Laurent Madouas                       | Thierry Bourguignon                   |
| 1988 | Claude Carlin                         | Jean-Christophe Roger                 | Philippe Delaurier                    |
| 1989 | Eddy Seigneur                         | Frédéric Moncassin                    | Laurent Eudeline                      |
| 1990 | Christophe Capelle                    | Olaf Lurvik                           | Pascal Montier                        |
| 1991 | Eddy Seigneur                         | Laurent Desbiens                      | David Pagnier                         |
| 1992 | Jean-Michel Thilloy                   | Andrzej Pozak                         | Denis Dugouchet                       |
| 1993 | Marco Vermeij                         | Charles Guilbert                      | Franck Perque                         |
| 1994 | Fabrice Naessens                      | Fabrice Férat                         | Pascal Popieul                        |
| 1995 | Laurent Lefèvre                       | Gérard Aviègne                        | Grégory Barbier                       |
| 1996 | Vincent Templier                      | Franck Morelle                        | Gérard Aviègne                        |
| 1997 | Jean-Michel Tilloy                    | Franck Morelle                        | Pascal Peyramaure                     |
| 1998 | Mika Hietanen                         | Arnaud Auguste                        | Pascal Peyramaure                     |
| 1999 | Mickaël Fouliard                      | Stéphane Délimauges                   | Sylvain Chavanel                      |
| 2000 | Jérémie Dérangère                     | Danny In 't Ven                       | Mickaël Leveau                        |
| 2001 | Pascal Carlot                         | Olivier Maignan                       | Gérard Aviègne                        |
| 2002 | Vincent Petilleau                     | Noan Lelarge                          | Youri Deliens                         |
| 2003 | Christophe Riblon                     | Alexandre Chouffe                     | Oscar Stenström                       |
| 2004 | Sébastien Minard                      | Christophe Riblon                     | Nicolas Roche                         |
| 2005 | Thierry David                         | Marc Streel                           | Guillaume Levarlet                    |
| 2006 | Franck Perque                         | Dries Devenyns                        | Gianni Meersman                       |
| 2007 | Fredrik Johansson                     | Stian Remme                           | David Tanner                          |
| 2008 | Niels Brouzes                         | Jakob Fuglsang                        | Renaud Pioline                        |
| 2009 | Steven Van Vooren                     | Médéric Clain                         | Jérémie Galland                       |
| 2010 | Steven Tronet                         | René Jørgensen                        | Jonathan Thiré                        |
| 2011 | Gediminas Bagdonas                    | Kévin Lalouette                       | Florian Vachon                        |
| 2012 | Jean-Luc Delpech                      | Vjačeslav Kuznecov                    | Rafaâ Chtioui                         |
| 2013 | Vegard Breen                          | Vincent Jérôme                        | Glenn O'Shea                          |
| 2014 | Magnus Cort Nielsen                   | Rudy Barbier                          | Romain Feillu                         |
| 2015 | Joshua Edmondson                      | Vegard Stake Laengen                  | Steven Tronet                         |
| 2016 | Antonino Parrinello                   | Bjørn Tore Nilsen Hoem                | Nathan Van Hooydonck                  |
| 2017 | Flavien Dassonville                   | Arnaud Gérard                         | Rasmus Christian Quaade               |
| 2018 | Henrik Evensen                        | Fred Wright                           | Josef Černý                           |
| 2019 | Anthony Maldonado                     | Marlon Gaillard                       | Bjørn Tore Hoem                       |
| 2020 | annullata per la Pandemia di COVID-19 | annullata per la Pandemia di COVID-19 | annullata per la Pandemia di COVID-19 |
| 2021 | annullata per la Pandemia di COVID-19 | annullata per la Pandemia di COVID-19 | annullata per la Pandemia di COVID-19 |
| 2022 | James Fouché                          | Aritz Bagües                          | Jason Tesson                          |
| 2023 | Frank van den Broek                   | Alexis Gougeard                       | Matisse Julien                        |
| 2024 | Pierre Barbier                        | Daniel Skerl                          | Lars Vanden Heede                     |
| 2025 | annullata                             | annullata                             | annullata                             |